# تيه غشائي
التيه الغشائي  (بالإنجليزية: Membranous labyrinth)‏ هو مجموعة من التجاويف المحاطة بأغشية خلوية موجودة ضمن التيه العظمي للأذن الداخلية. يمكن تقسيم التيه الغشائي إلى منطقتين رئيسيتين:
1. الجهاز الدهليزي (بالإنجليزية: vestibular apparatus)‏، الذي يقسم إلى القريبة والكييس والأقنية الهلالية
2. القناة القوقعية (بالإنجليزية: cochlear duct)‏